# Place Charles Albert

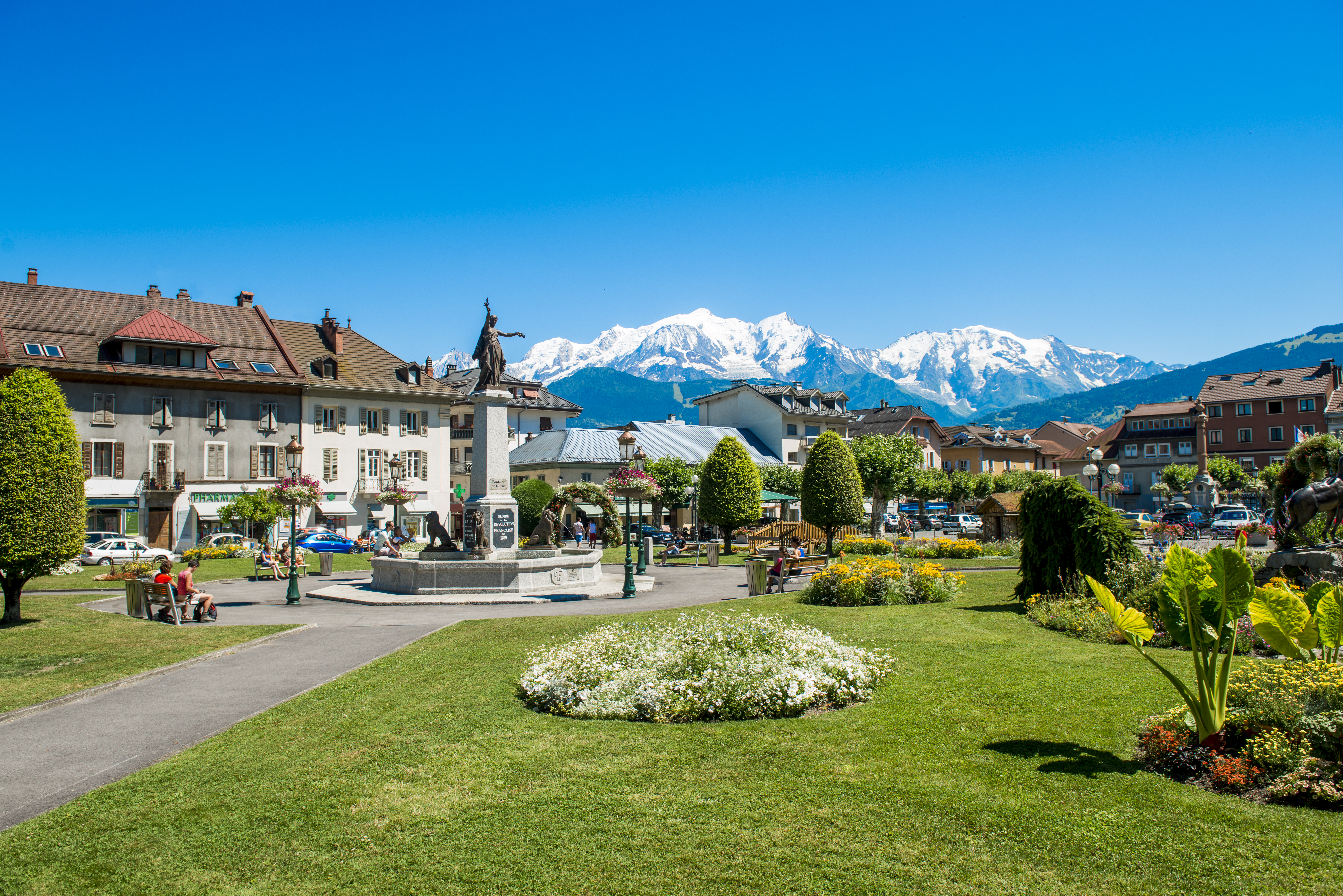
De Place Charles Albert (2013)

De Place Charles Albert is een plein in het centrum van de Franse gemeente Sallanches (Haute-Savoie). Het plein werd genoemd naar koning Karel Albert van Sardinië.

## Geschiedenis
De Place Charles Albert is aangelegd na de grote stadsbrand van Sallanches in 1840. Na de brand werd de stad opnieuw aangelegd in opdracht van koning Karel Albert van Sardinië (Savoye en Sallanches hoorden toen nog bij Piëmont-Sardinië en kwamen pas in 1860 bij Frankrijk). Ingenieur François Justin werd belast met deze staak en tekende een nieuw, regelmatig stadsplan met regelmatige vierkanten huizenblokken. Hij ontwierp ook de  Place Charles Albert dat voor een deel op de plaats van het voormalig kapucijnenklooster (zeventiende eeuw) kwam. Het plein was bij aanvang vierkant en besloeg een huizenblok. Vanaf 1920 werd de oppervlakte van het plein verdubbeld door de afbraak van een huizenblok. Op de vrijgekomen plaats kwam een autoparking. In 2023 startte een grote renovatie van het plein die twee jaar zou duren.

## Beschrijving
Het plein is rechthoekig en heeft de grootte van twee huizenblokken in het stratenplan van Sallanches. In het noorden geeft het plein uit op de stortbeek Sallanche. De helft van het plein is ingericht als park. Op het plein staat een fontein met een kolom opgericht naar aanleiding van het eeuwfeest van de Franse Revolutie in 1889. De kolom is bekroond met een standbeeld, een vrouw als allegorie van de vrede, en omringd door vier beelden van leeuwen. Op de kolom is een plaquette aangebracht ter ere van lokaal politicus Joseph-Agricola Chenal (1794-1881). In 1923 werd een tweede kolom ingehuldigd als oorlogsmonument. Hierop zijn de namen aangebracht van 56 inwoners van de gemeente die sneuvelden tijdens beide wereldoorlogen.